# Kleiner Traithen
Der Kleine Traithen ist ein 1722 m ü. NHN hoher Gipfel im Mangfallgebirge.

## Topographie
Der Kleine Traithen ist ein Gipfel der Traithengruppe, auf dem Gratverlauf in etwa von Norden nach Südosten mit Vogelsang, Kleinem Traithen, Großem Traithen,
Unterberger Joch, Steintraithen und Steilner Joch. Der licht bewaldete Gipfel besitzt eine markante Ostflanke, auch der kurze Nordgrat zum Vogelsang ist zunächst rechts steil; der Übergang zum Großen Traithen dagegen flacher.
Der Kleine Traithen kann vom Sudelfeld über den Vogelsang bestiegen werden, im Übergang vom Großen Traithen oder recht lang aus dem Ursprungtal.

## Galerie

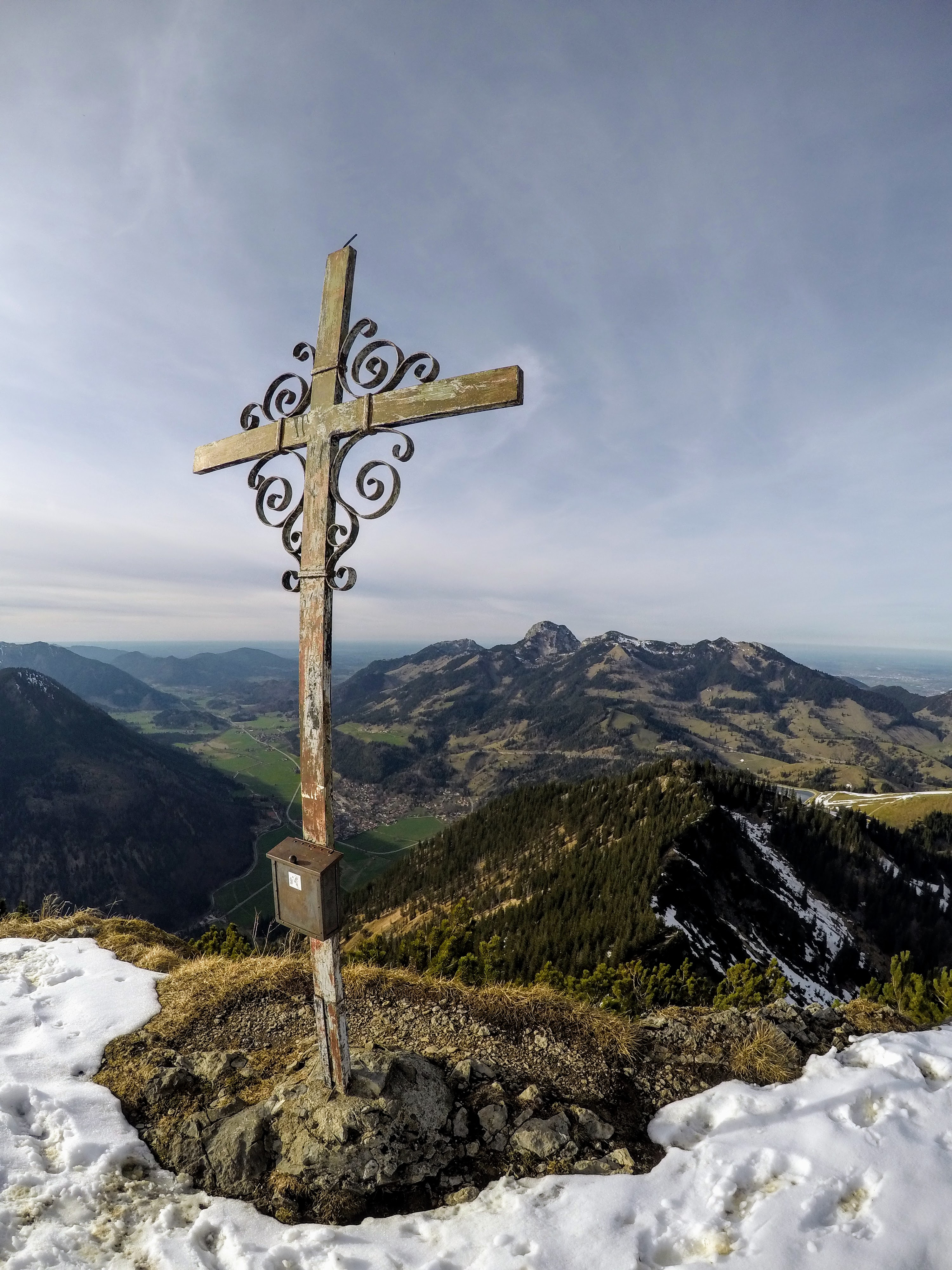
Gipfelkreuz mit Wendelsteingruppe